# La Marge et le Prisonnier
La Marge et le Prisonnier est le 4e épisode de la saison 19 de la série télévisée d'animation Les Simpson.

## Synopsis
Marge se retrouve au milieu d'un cambriolage de banque. Elle se lie d'amitié avec le cambrioleur.